# Léonor Goyon de Matignon (1604-1680)
Ne doit pas être confondu avec Léonor Goyon de Matignon (1637-1714).
Pour les autres membres de la famille, voir Famille de Goüyon.
Léonor Goyon de Matignon, premier du nom, né le 31 mai 1604 à Saint-Lô et mort le 14 février 1680 à l'hôtel Matignon à Paris, est un prélat catholique français du XVIIe siècle.

## Origines et famille
Léonor Goyon de Matignon descend de la famille de Goüyon, seigneurs de Matignon, une famille de la noblesse bretonne et normande dont l'origine remonte au XIIe siècle. Plusieurs de ses membres se distingueront au service de l'Église catholique ou de la Couronne de France. 
Léonor Goyon de Matignon est le cinquième enfant de Charles de Goyon de Matignon (1564-1648) et d'Éléonore d'Orléans (1573 † 1639) - fille de Léonor, duc de Longueville, et de Marie de Bourbon (1533-1601).

## Service de l’Église
Comme beaucoup de fils cadet de famille aristocratiques, le jeune Léonor Goyon de Matignon a le choix entre la carrière des armes ou la prêtrise. Il opte pour cette seconde voie. Il est élevé dans un collège de Jésuites mais il n'obtient aucun titre universitaire et est un simple clerc lors de nomination. Il est toutefois abbé commendataire de l'abbaye de Lessay (1622-1676) et de l'abbaye de Thorigny. En juillet 1625, il est désigné évêque de Coutances un siège dont les derniers titulaires n'avaient effectué qu'un bref épiscopat. Formellement nommé en 1627 confirmé le 29 mars 1632 et consacré en novembre 1633 par l'évêque d'Avranches, il reste dix-neuf ans sur le siège épiscopal de cette ville avant d'être nommé évêque-comte de Lisieux en 1646, à la mort de Philippe Cospéan et confirmé en mai 1648. Il se démet de son siège épiscopal en 1674 en faveur de son neveu et homonyme
Le 31 décembre 1661, à Paris, il est reçu chevalier de l'Ordre du Saint-Esprit, lors de la troisième promotion du règne de Louis XIV. Il sera par la suite fait commandeur des Ordres du Roi. En 1679 et 1680, il habite à Paris, paroisse Saint-Sulpice, dans l'Hôtel Matignon où il meurt le 14 février 1680. Son portrait est peint par Beaubrun.